# Кривка (Липецька область)
Кривка (рос. Кривка) — село в Усманському районі Липецької області Російської Федерації.
Населення становить 732  особи. Належить до муніципального утворення Кривська сільрада.

## Історія
З 13 червня 1934 до 1954 року у складі Воронезької області. Відтак входить до складу Липецької області.
Згідно із законом від 2 липня 2004 року №114-оз органом місцевого самоврядування є Кривська сільрада.

## Населення
| 1862 | 1998 | 2010 | 2011 | 2012 | 2013 | 2014 |
| ---- | ---- | ---- | ---- | ---- | ---- | ---- |
| 1060 | ↘658 | ↗698 | ↗701 | ↘698 | ↗724 | ↗744 |
| 2015 | 2016 | 2017 | 2018 |      |      |      |
| ↗747 | ↘722 | ↘703 | ↗732 |      |      |      |